# Шин Сын Ги
Шин Сын Ги, другой вариант — Шин Сын-Ги (5 мая 1895 года, Корея — 1972 год, Ташкентская область) — звеньевой колхоза имени Будённого Нижне-Чирчикского района Ташкентской области, Узбекская ССР. Герой Социалистического Труда (1951).

## Биография
Родился 5 мая (по другим данным — 21 декабря) 1895 года в Корее.
В 1905 году вместе с родителями эмигрировал на российский Дальний Восток. С 1929 года трудился рядовым колхозником, председателем колхоза «Красный Октябрь» Сучанского района. В 1934—1935 годах — председатель Краснооктябрьского сельсовета Сучанского района.
В 1937 году депортирован на спецпоселение в Ташкентскую область Узбекской ССР. С 1937 года — звеньевой полеводческого звена колхоза имени Будённого Нижне-Чирчикского района.
В 1950 году полеводческое звено под руководством Шин Сын Ги собрало в среднем с каждого гектара по 81 центнеров зеленцового стебля кенафа на участке площадью 6 гектаров. Указом Президиума Верховного Совета СССР от 15 октября 1951 года удостоен звания Героя Социалистического Труда «за получение в 1950 году высоких урожаев зеленцового стебля кенафа на поливных землях при выполнении колхозами обязательных поставок и контрактации сельскохозяйственной продукции, натуроплаты за работу МТС и обеспеченности семенами всех культур для весеннего сева 1951 года» с вручением ордена Ленина и золотой медали «Серп и Молот».
С начала 1950-х годов трудился звеньевым в колхозе имени Димитрова Нижне-Чирчикского района.
Персональный пенсионер союзного значения.
Скончался в 1972 году. Похоронен на кладбище бывшего колхоза имени Димитрова Нижне-Чирчикского района.